# Jowayin (Verwaltungsbezirk)
Jowayin (persisch شهرستان جوین) ist ein Schahrestan in der Provinz Razavi-Chorasan im Iran. Er enthält die Stadt Jowayin, welche die Hauptstadt des Verwaltungsbezirks ist.

## Demografie
Bei der Volkszählung 2016 betrug die Einwohnerzahl des Schahrestan 54.488. Die Alphabetisierung lag bei 84 Prozent der Bevölkerung. Knapp 27 Prozent der Bevölkerung lebten in urbanen Regionen.
| Zensusjahr | Einwohnerzahl |
| ---------- | ------------- |
| 2011       | 54.139        |
| 2016       | 54.488        |